# Bernardus Franciscus Suerman

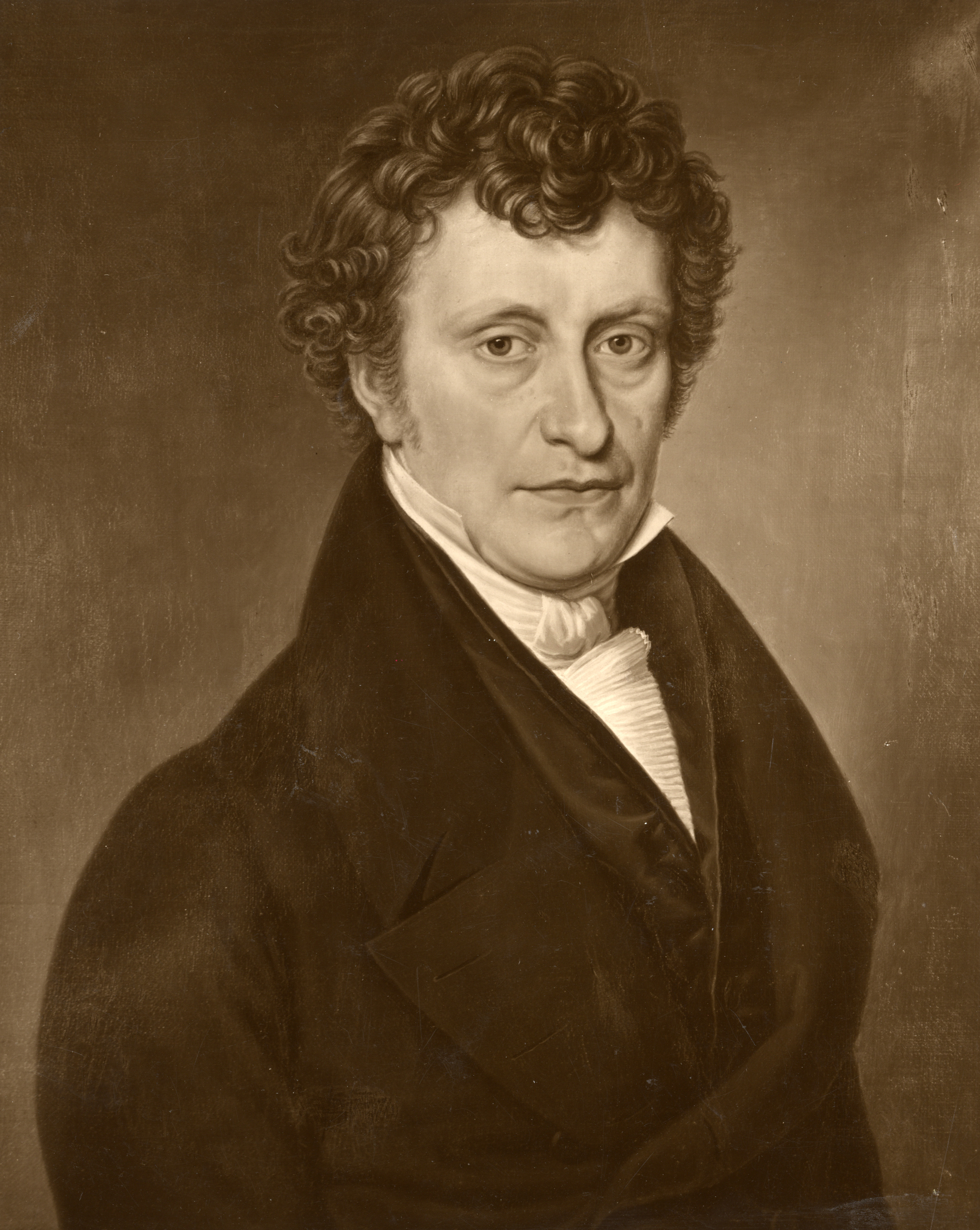
Bernardus Franciscus Suerman

Bernardus Franciscus Suerman (latinisiert aus Bernhard Franz Suermann; * 4. Oktober 1783 in Haarlem; † 11. Februar 1862 in Utrecht) war ein niederländischer Mediziner.

## Leben
Der Sohn des Chirurgen Herman Suerman und dessen Frau Agnes Mourus hatte bereits im Alter von zwölf Jahren seine Eltern verloren. Anfänglich war er auf der französischen Schule in seiner Geburtsstadt ausgebildet worden, kam aber nach dem Tod seiner Eltern zu einem Arzt in die Ausbildung, wo er seine Kenntnisse in Anatomie, Latein und Griechisch vervollkommnete. Die Ausbildung war so gut, dass er mit der Schrift De hedendaagsche oefenende heelkunde van van Gesscher einen ausgeschriebenen Preis erringen konnte. 1799 – während des britisch-russischen Besetzungsversuches in Nordholland – betätigte er sich als freiwilliger Helfer in den Krankenhäusern von Haarlem. Hier erwarb er sich erste Verdienste beim Transport von Verwundeten nach Leiden per Schiff.
Nachdem er 1807 er Guilelmine Gilette Susanne du Houx de Cramaut, Tochter des Predigers der Wallonischen Kirche in Haarlem, geheiratet hatte, ging er an die Universität Utrecht, um Medizin zu studieren. Hier war Matthias Steevens van Geuns sein Lehrer. Am 31. Juli 1809 promovierte er mit der Inaugural-Dissertation De arsenici in corpore humano effectibus ejusque usu hodie celebrato medico, praesertim ad carcinomatis curationem zum Doktor der Medizin. Daraufhin wurde er am 9. Mai 1809 zum Professor der Medizin, Chirurgie und Geburtshilfe an der Universität Harderwijk ernannt. Am 13. September 1809 wurde er in dieses Amt bestellt und am 9. Mai 1810 trat er diese übertragene Aufgabe mit der Rede Oratio de iis, quae imprimis Batavi, cum veteres tum recentiores et Germani de vitae corporeae principio philosophati sunt (Harderwijk 1810) an.
Nachdem die Gelderische Hochschule geschlossen worden war, wirkte er als praktischer Arzt in Apeldoorn. Nach der Wiederherstellung der Universität Utrecht 1815 erhielt er eine medizinische Professur dort, die er am 10. Januar 1816 mit der Rede De magnatismo, qui vocatur animali, veteribus omnino incognito, nostra demum aetate invento, si bene adhibeatur, novum fortasse physiologis lumen et salutare medicis remedium aliquando allaturo (Utrecht 1816) antrat. Hier hielt er Vorlesungen zur Anatomie, Pathologie und Chirurgie, wobei er die Anatomie 1827 an Jacobus Ludovicus Conradus Schroeder van der Kolk (1797–1862) abgab. Zudem hatte er im Landesausschuss für Forschung mitgewirkt, er war Mitglied der physiologischen und medizinischen Gesellschaft.
Sein medizinisches Kabinett hinterließ er nach seinem Tod den Utrechter Universitätssammlungen. Zudem hatte er sich auch an den organisatorischen Aufgaben der Utrechter Hochschule beteiligt. So hielt er am 26. März 1827 als Rektor der Alma Mater die Rede De animi fortitudine virtute medicis propria, maxime illa in epidemiis conspicua (Utrecht 1828) und am 26. März 1848 bei gleicher Gelegenheit die Rede De emendanda artis salutaris institutione academica legis medicae in patria nostra ferendae fundamento praecipuo (Utrecht 1848). Als Siebzigjähriger wurde er 1853 emeritiert.

## Werke
- Raadgevingen aan mijne medeburgers bij het naderen der cholera. Utrecht 1832
- De geneeskundige wetsontwerpen door de regeering aangeboden aan de Staten-Generaal. Utrecht 1897
- Open brief betreffende het Nederl. gasthuis voor ooglijders. Utrecht 1861
- Pathologie, dictaat.